# Flughafen Borj El Amri

i7
i11
i13
Der Flughafen Borj El Amri (ICAO-Code: DTTI) ist ein kleiner nationaler Flughafen in Tunesien. Er befindet sich etwa fünf Kilometer östlich der Stadt Borj El Amri im Gouvernement Manouba und 23 Kilometer südwestlich der Hauptstadt Tunis.
Der Flughafen wird von Tunisair und Privatmaschinen angeflogen.

## Geschichte
Im Zweiten Weltkrieg diente er als Basis der United States Army Air Forces während des Afrikafeldzugs.